# Bugulmai járás

A Bugulmai járás Tatárföldön

A Bugulmai járás (oroszul Бугульминский район, tatárul Бөгелмә районы) Oroszország egyik járása Tatárföldön. Székhelye Bugulma.

## Népesség
- 2010-ben 111 465 lakosa volt, melyből 63 079 orosz, 39 499 tatár, 2 750 csuvas, 2 533 mordvin, 667 ukrán, 436 baskír, 126 udmurt, 99 mari.